# اوییچی موناکاتا
اوییچی موناکاتا (انگلیسی: Uichi Munakata؛ زادهٔ ۲۶ نوامبر ۱۹۱۵) بازیکن بسکتبال اهل ژاپن بود.